# 安吉県
安吉県（あんきつ-けん）は中華人民共和国浙江省に位置する省直轄の県であり、しばらくの間、湖州市の代理管轄下に置かれている。

## 行政区画
- 街道：遞鋪街道、昌碩街道、霊峰街道、孝源街道
- 鎮：鄣呉鎮、杭垓鎮、孝豊鎮、報福鎮、章村鎮、天荒坪鎮、梅渓鎮、天子湖鎮
- 郷：渓竜郷、上墅郷、山川郷

## ゆかりの人物
- 朱治・朱然 - 呉の武将。
- 呉均 - 南朝梁の文人。
- 呉昌碩 - 画家・篆刻家。